# The Rev
James Owen Sullivan, més conegut pel seu nom artístic The Reverend Tholomew Plague (escurçat com The Rev), (Huntington Beach, Orange County, Califòrnia; 9 de febrer de 1981 – Huntington Beach, Orange County, Califòrnia; 28 de desembre de 2009)) va ser un bateria nord-americà que va formar part de la banda Avenged Sevenfold.